# Kappa Piscium
Kappa Piscium (κ Psc / 8 Piscium / HD 220825) es una estrella en la constelación de Piscis de magnitud aparente +4,94. Forma una doble óptica con 9 Piscium, visualmente a 10 minutos de arco, estando ambas estrellas a distinta distancia de nosotros. Kappa Piscium se encuentra a 162 años luz del sistema solar.
Kappa Piscium es una estrella blanca de la secuencia principal de tipo espectral A0p, en donde la «p» indica que es una estrella peculiar; estas estrellas presentan campos magnéticos intensos inclinados respecto al eje de rotación. La difusión de elementos químicos unida a la presencia de grandes manchas estelares da lugar a elevados contenidos de ciertos elementos —en este caso estroncio—, que entran y salen del campo de visión conforme la estrella gira. En el caso de Kappa Piscium el período de rotación es incierto; diversas medidas lo cifran en 0,58, 1,14 y 1,42 días, siendo probablemente este último el valor correcto. Asumiendo que su eje está inclinado 37° respecto al plano del cielo, su verdadera velocidad de rotación es de 66 km/s. Su campo magnético es variable, con un valor medio 300 veces mayor que el campo magnético terrestre. Como muchas estrellas de este tipo es una estrella variable de tipo Alfa2 Canum Venaticorum, con una variación de brillo de 0,05 magnitudes.
La temperatura efectiva de Kappa Piscium es de 9225 K, siendo 23 veces más luminosa que el Sol. Con una masa 2,1 veces mayor que la masa solar, tiene una edad de 370 millones de años, aproximadamente un 37% de su vida como estrella de la secuencia principal.